# Amphimas ferrugineus
Amphimas ferrugineus là một loài thực vật có hoa trong họ Đậu. Loài này được Pellegr. miêu tả khoa học đầu tiên.